# Огюстен Пирам дьо Кандол
Огюстен Пирам дьо Кандол (на френски: Augustin Pyrame de Candolle) е швейцарски ботаник, работил дълго време във Франция.

## Биография
Роден е на 4 февруари 1778 г. в Женева, Швейцария. Произлиза от стар благороднически род от Прованс, емигрирал в Женева през 16 век, поради хугенотските си убеждения.
Като дете Дьо Кандол е болнав, но проявява интерес към науката. През 1796 г. се премества в Париж, където работи като сътрудник на водещите френски естественици Жорж Кювие и Жан-Батист Ламарк. През този период той за пръв път излага принципите си за класификация на растенията, основани на тяхната анатомия, които изместват тези на Карл Линей и оказват силно влияние върху ботаниката през 19 век.
През 1804 г. Дьо Кандол получава докторска степен по медицина. Между 1806 и 1812 г. по искане на френското правителство извършва ботанически проучвания в цялата страна, резултатите от които са публикувани през 1813 г. През 1807 г. става професор по ботаника в Университета на Монпелие. През 1816 г. се завръща в Женева и от следващата година е професор по естествена история в Женевския университет.
Умира на 9 септември 1841 г. в Женева на 63-годишна възраст.